# 笹本睦
笹本睦（日语：／ Sasamoto Makoto，1977年1月21日—），日本男子摔跤运动员。他曾代表日本参加世界摔跤锦标赛，获得一枚金牌和一枚铜牌。他也曾参加2000年、2004年和2008年夏季奥林匹克运动会。